# Wutung jezik
Wutung jezik (udung, oenaki, oinåke); ISO 639-3: wut), papuanski jezik skupine vanimo, porodice sko, kojim govori 410 ljudi (1981 Wurm and Hattori; 900, 2003. SIL) u provinciji Sandaun u Papui Novoj Gvineji.
Govori se u nekoliko sela među kojima Sangke, Njao-Nemo, Kof(r)o.

## Vanjske poveznice
- Ethnologue (14th)
- Ethnologue (15th)